# 鷲見洋一
鷲見 洋一（すみ よういち、1941年12月11日 - ）は、日本のフランス文学者、慶應義塾大学名誉教授。専攻は18世紀フランス文学・思想・歴史。音楽学者の渡部恵一郎は従兄。

## 経歴
- 1941年東京都目黒区中目黒生まれ。
- 1954年慶應義塾幼稚舎卒業。
- 1957年慶應義塾普通部卒業。
- 1960年慶應義塾高等学校卒業。
- 1964年慶應義塾大学文学部文学科フランス文学専攻卒業。
- 1966年慶應義塾大学大学院文学研究科修士課程フランス文学専攻修了。
- 1972年モンペリエ第3大学（ポール＝ヴァレリー大学）大学院博士課程フランス文学専攻修了。
- 1974年慶應義塾大学大学院文学研究科博士課程フランス文学専攻単位取得満期退学。
- 1973年慶大助手、1975年文学部助教授、1985年教授、同大学アート・センター所長、2007年定年退職し名誉教授。同年より中部大学人文学部教授。2012年退職。
- 2011年『身体の歴史』で日本翻訳出版文化賞受賞。
- 2022年『編集者ディドロ 仲間と歩く『百科全書』の森』で読売文学賞受賞[5]。

## 著書
- 『翻訳仏文法』（上下） バベルプレス 1985-87／ちくま学芸文庫 2003
- 『「百科全書」と世界図絵』岩波書店 2009
- 『一八世紀 近代の臨界 ディドロとモーツァルト』ぷねうま舎 2018
- 『いま・ここのポリフォニー 輪切りで読む初発の近代』ぷねうま舎 2019
- 『編集者ディドロ 仲間と歩く『百科全書』の森』平凡社 2022

### 共著
- 『身体はどう変わってきたか 16世紀から現代まで』アラン・コルバン・小倉孝誠・岑村傑共著、藤原書店 2014。下記の解説版
  - アラン・コルバン/J.-J.クルティーヌ/ジョルジュ・ヴィガレロ『身体の歴史 1』（全3巻、小倉孝誠・岑村傑と監訳）藤原書店 2010

### 翻訳
- B.シャルボノー『バビロンの庭 自然という名の幻想』原好男共訳 思索社 1974
- ピーター・ゲイ『自由の科学 ヨーロッパ啓蒙思想の社会史』全2巻

ミネルヴァ書房 1982‐86、新版2014、中川久定・中川洋子・永見文雄・玉井通和共訳
- フランソワーズ・サガン/ギヨーム・アノトー『香水』新潮社 1984
- フランソワーズ・サガン『ボルジア家の黄金の血』新潮社 1986／新潮文庫 1990
- ロバート・ダーントン『猫の大虐殺』海保真夫共訳 岩波書店 1986／岩波同時代ライブラリー 1990／岩波現代文庫 2007
- ジル・ラプージュ『ワグラムの戦い』新潮社 1989
- アレクサンドル・ジャルダン『さようなら少年』新潮社 1990
- アレクサンドル・ジャルダン『妻への恋文』新潮社 1993／新潮文庫 1996
- アレクサンドル・ジャルダン『恋人たちのアパルトマン』新潮社 1995
- ドゥニ・ディドロ『著作集 第4巻 美学・美術 付・研究論集』 法政大学出版局 2013

小場瀬卓三・井田尚・中川久定・青山昌文・田口卓臣・橋本到共訳

## 参考記事
- 著書の紹介文と「j-global」より

## 関連人物
- 青山昌文[1]